# Запис Глишића храст (Риљац)
Запис Глишића храст (Риљац) се налази на парцели чији је власник Глишић Александар.

## Локација
| Општина             | Трстеник                                                                    |
| Катастарска општина | Риљац                                                                       |
| Потес               | Погорелац                                                                   |
| Координате          | 43° 43′ 59″ С; 21° 01′ 54″ И / 43.732999999999997° С; 21.031600000000001° И |
| Надморска висина    | 0m                                                                          |

## Карактеристике
Дендрометријске вредности утврђене на терену и сателитским снимцима:
| Стабло                     | Храст |
| Висина стабла              | m     |
| Обим дебла                 | m     |
| Пречник крошње             | 22m   |
| Пречник дебла              | m     |
| Висина дебла до прве гране | m     |

## База записа
Запис је у оквиру Викимедија пројекта "Запис - Свето дрво" заведен под редним бројем 0592.